# 瀞川山
瀞川山（とろかわやま）は、兵庫県美方郡香美町にある山である。ふるさと兵庫50山のひとつ。

## 概要
氷ノ山（1,510m） や鉢伏山（1,221m）、扇ノ山（1,310m）、蘇武岳（1,074m）、妙見山（1,139m）、藤無山（1,139m）、須留ケ峰（1,053m）など、但馬の1,000m級の峰峯に囲まれた氷ノ山後山那岐山国定公園の中心部に位置し、中腹より瀞川平や兎和野高原といった自然度の高い高原へと連なる。
兵庫県山岳連盟選定「ふるさと兵庫50山」のひとつで、二等三角点が埋め込まれている。

## 山麓の施設
- 兵庫県立木の殿堂
- 但馬高原植物園
  - 和池の大カツラ

## 交通アクセス
- JR山陰本線 八鹿駅 から全但バス「村岡、秋岡、湯村温泉」方面行きで35分、「福岡ハチ北口」下車 タクシー10分
- 湯村温泉から全但バス「八鹿」方面行きで30分、「福岡ハチ北口」下車 タクシー10分